# Willen Mota Inácio
Willen Mota Inácio, auch bekannt als Willen Mota (* 10. Januar 1992 in Rio de Janeiro), ist ein brasilianischer Fußballspieler.

## Karriere
Das Fußballspielen lernte Willen Mota in Rio de Janeiro bei CR Vasco da Gama. Hier unterschrieb er 2009 auch seinen ersten Profivertrag. 2012 wechselte er nach Europa, wo er in Portugal einen Vertrag bei Portimonense SC in Portimão unterschrieb. Der Verein spielte in der Zweiten Liga des Landes, der Segunda Liga. Im Juli 2012 ging er nach Schweden und schloss sich Assyriska Föreningen an, einem Verein, der in der Zweiten Liga, der Superettan, spielte. Anfang 2013 verließ er Schweden und kehrte in seine Heimat Brasilien zurück. Über die unterklassigen brasilianischen Vereine Bangu AC, América FC (RN), Avaí FC, Capivariano FC und Associação Portuguesa de Desportos wechselte Willen 2016 nach Thailand, wo er sich dem Zweitligisten Songkhla United FC anschloss. Nach einem Jahr ging er zum Ligakonkurrenten PT Prachuap FC. Mit dem Verein wurde er am Ende der Saison 2017 Dritter und stieg somit in die Erste Liga auf. 2018 verließ er Prachuap und ging nach Saudi-Arabien zu al-Batin FC. Im gleichen Jahr spielte er kurzfristig für den saudischen Verein Hajer Club sowie für den Saham Club aus dem Oman. Sisaket FC, ein Zweitligist aus Thailand, nahm ihn Anfang 2019 unter Vertrag. Für Sisaket stand er bis August 2020 unter Vertrag. Nach 37 Spielen wechselte er im August 2020 zu seinem ehemaligen Verein, dem Erstligisten PT Prachuap FC. Am 29. Mai 2022 stand er mit PT im Finale des Thai League Cup. Hier unterlag man im BG Stadium Buriram United mit 4:0. Nach 59 Ligaspielen und 29 geschossenen Toren wechselte er im Juni 2022 zum Ligakonkurrenten Bangkok United. 2023 feierte er mit dem Verein aus Bangkok die Vizemeisterschaft. Am 28. Mai 2023 stand er mit dem Verein im Finale des thailändischen Pokals. Hier unterlag man dem Erstligisten Buriram United mit 0:2. Am 5. August 2023 gewann er mit Bangkok United den thailändischen Super Cup. Das Spiel gegen den Meister Buriram United im Rajamangala Stadium gewann man mit 2:0. Nach 43 Ligaspielen wurde sein Vertrag im Sommer 2024 nicht verlängert. Zu Beginn der Saison 2024/25 unterschrieb Willen Mota einen Vertrag beim ebenfalls in der ersten Liga spielenden Port FC. Im November 2024 wurde bekanntgegeben, dass man den Vertrag nicht verlängern werde. Im Dezember 2024 kehrte er in seine Heimat zurück. Hier schloss er sich dem Viertligisten EC Água Santa in Diadema an. Nach drei Monaten, in denen er acht Spiele bestritt, wechselte er zum SER Caxias do Sul nach Caxias do Sul. Mit dem Verein spielte er sechsmal in der dritten Liga, der Série C. Im Juli 2025 kehrte er nach Thailand zurück. Hier schloss er sich in Lamphun dem Erstligisten Lamphun Warriors FC an.

## Erfolge
CR Vasco da Gama
- Campeonato Brasileiro de Futebol – Série B: 2009

PT Prachuap FC
- Thai League 2: 2017 (3. Platz)  ▲
- Thailändischer Ligapokalfinalist: 2021/22

Bangkok United
- Thailändischer Vizemeister: 2022/23, 2023/24
- Thailändischer Pokalfinalist: 2022/23
- Thailändischer Supercup-Sieger: 2023